# Jošicugu Ótani

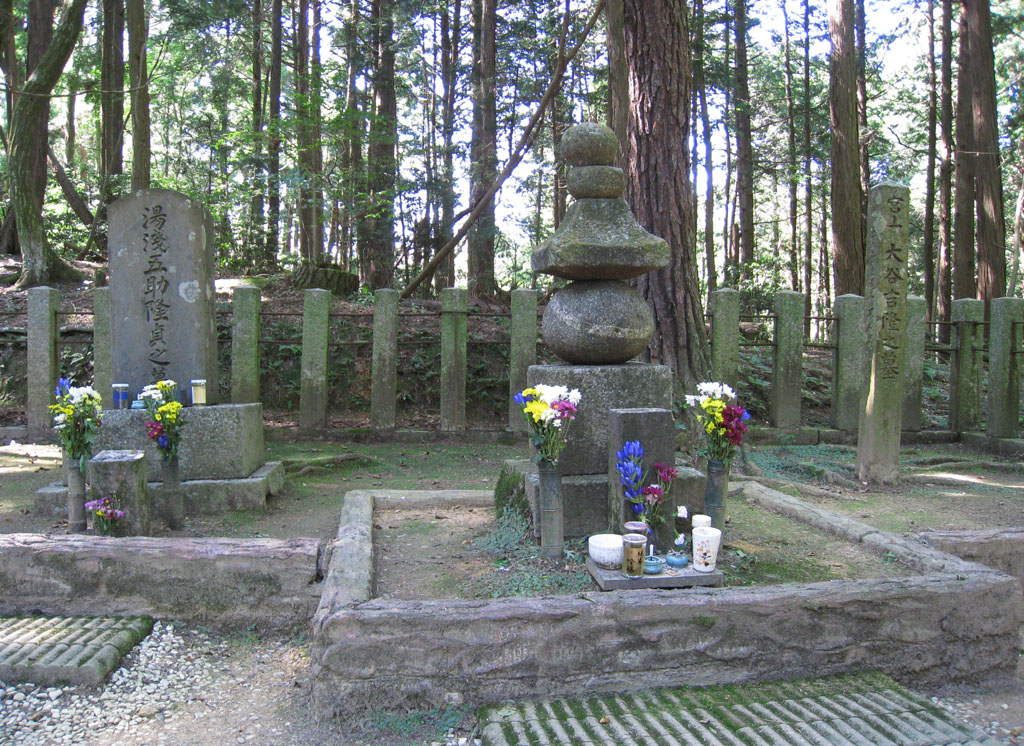
Ótani Jošicugu - hrob

Jošicugu Ótani (japonsky 大谷吉継, Ótani Jošicugu, 1558 – 21. října 1600) byl japonský samuraj z období Sengoku. Účastnil se několika vojenských akcí, byl stoupencem Hidejošiho Tojotomiho, byl vysoce postaveným úředníkem, byl jedním ze tří byrokratů (vedle Micunariho Išidy a Mašity Nagamoriho).
Známý je kvůli tomu, že trpěl malomocenstvím, a kvůli svému přátelství s Mašitou Nagamorim a Išidou Micunarim, s kterými byl byrokratem v Koreji. K jejich hlubokému přátelství se váže následující příběh: na jakémsi setkání koloval šálek s čajem. Když se šálek dostal k Jošicugovi, který byl už v pokročilém stádiu lepry, spadl do něj hnis z jeho obličeje. Jošicugu to zjistil, ale příliš pozdě – několik lidí se ze šálku už napilo, a když jim to řekl, byli zděšeni. Když se ale šálek dostal k Micunarimu, klidně vypil zbývající čaj i s hnisem.
Jeho posledním bojem byla bitva u Sekigahary, při které vedl již zcela slepý asi 600 mužů na straně svého přítele Micunariho Išidy. Když se dozvěděl, že je bitva ztracena, spáchal seppuku.